# Java-Tiger
Der Java-Tiger (Panthera tigris sondaica) ist eine ausgestorbene Unterart des Tigers, die bis in die 1980er Jahre auf der indonesischen Insel Java beheimatet war. Der Java-Tiger war eine von drei Unterarten, deren Vorkommen auf die Sundainseln beschränkt waren beziehungsweise sind. Die IUCN (International Union for Conservation of Nature and Natural Resources) führt den Java-Tiger seit 2003 als „Ausgestorben“ (extinct).

## Merkmale

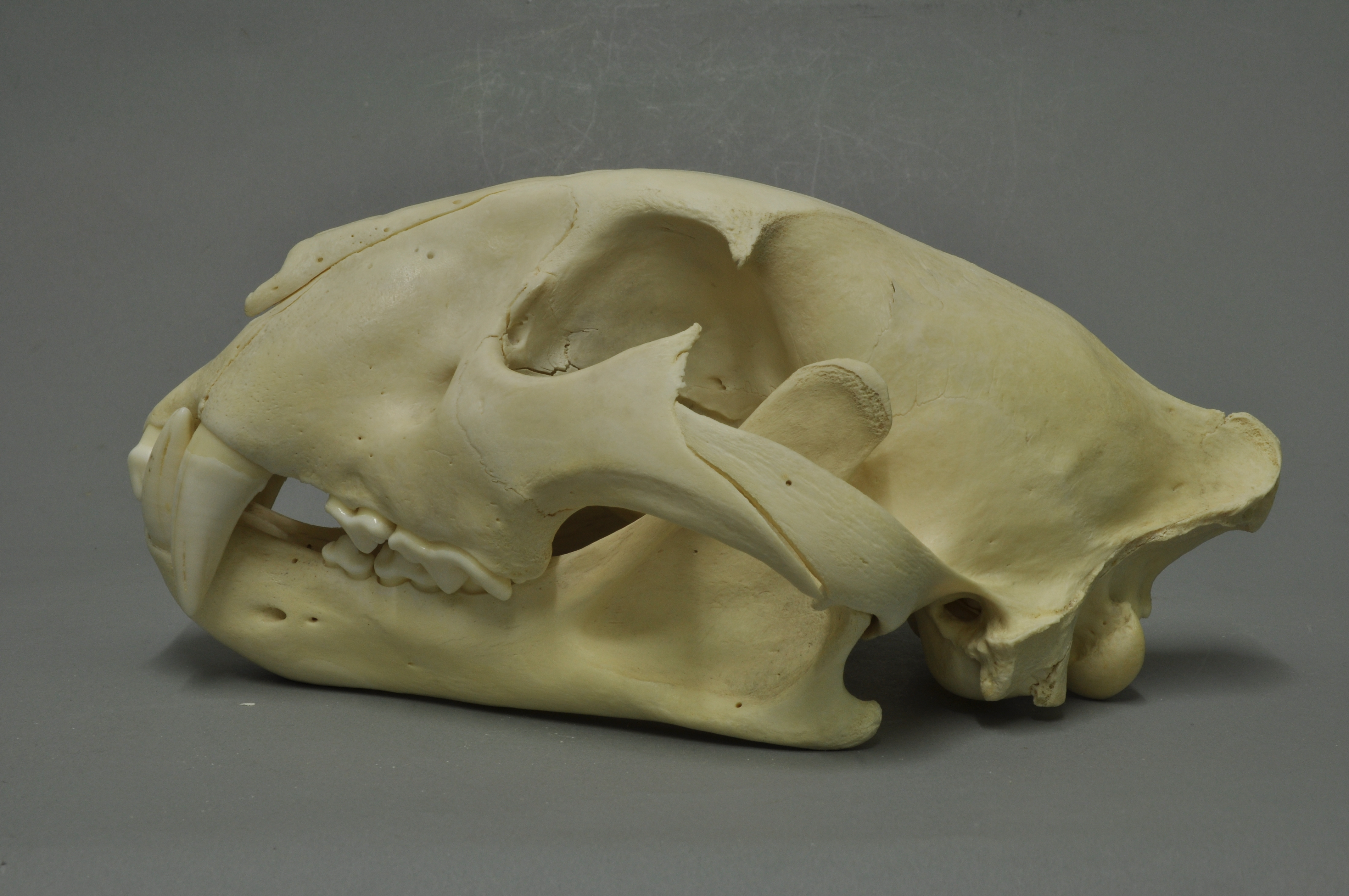
Schädel (Sammlung Museum Wiesbaden)

Java-Tiger waren sehr klein im Vergleich zu anderen Unterarten des Festlands, jedoch größer als Bali-Tiger. Männliche Tiere erreichten eine Körperlänge von 200 bis 245 cm bei einem Gewicht von 100 bis 140 kg. Weibliche Tiere waren kleiner und wogen nur 75 bis 100 kg. Ihre Nase war lang und schmal, ihr Hinterkopf auffallend schmal. Ihr Fell hatte lange dünne Streifen, die etwas zahlreicher waren als beim benachbarten Sumatra-Tiger, der einzigen noch lebenden insularen Unterart der Tiger. Die im Vergleich zu den Unterarten des Festlands geringere Körpergröße des Java-Tigers wird mithilfe der Bergmannschen Regel erklärt: die Beutetiere des Java-Tigers sind kleiner als die Arten von Hirschen und Wildrindern, die auf dem asiatischen Festland verbreitet sind. Der Durchmesser der Pfotenabdrücke von Java-Tigern war jedoch größer als der des Bengal-Tigers in Bangladesch, Indien und Nepal.

## Lebensraum und Ökologie

Ehemaliges Verbreitungsgebiet des Java-Tigers

Ende des 18. Jahrhunderts waren Tiger über den größten Teil der Insel Java verbreitet. Um 1850 betrachteten die Menschen in den besiedelten Gebieten der Insel Tiger als eine Plage. Bis 1940 hatten sich die Tiger in abgelegene Bergregionen und bewaldete Gebiete zurückgezogen. Um 1970 lebten die einzig bekannten Tiger in der Region um den höchsten Berg der Insel, Gunung Betiri (1192 m), an der südöstlichen Küste, die bis dahin wegen des steil abfallenden und schroffen Terrains nicht besiedelt war und 1972 zum Wildreservat erklärt wurde. Zuletzt wurden Tiger 1976 in diesem 500 km2 großen Schutzgebiet gesichtet.
Als Beutetiere bevorzugten Java-Tiger Mähnenhirsche, Banteng (Sunda-Ochse) und Wildschweine, seltener Wasservögel und Reptilien. Über Tragzeit, Lebensdauer in freier Wildbahn und in Gefangenschaft gibt es keine Kenntnisse. Bis zum Zweiten Weltkrieg wurden Java-Tiger zwar in einigen indonesischen Zoos gehalten, die jedoch während des Krieges aufgelöst wurden. Nach dem Krieg waren Java-Tiger schon so selten, dass es einfacher war, Sumatra-Tiger zu erhalten. Nur wenige europäische Zoos hielten Exemplare dieser Unterart.

## Ausrottung

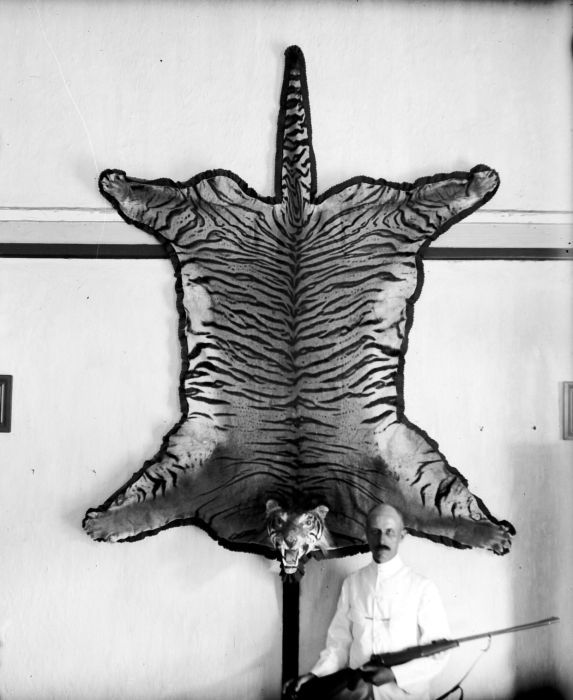
Jäger vor einem Java-Tigerfell, erlegt in Kalitapakduwur, 1915

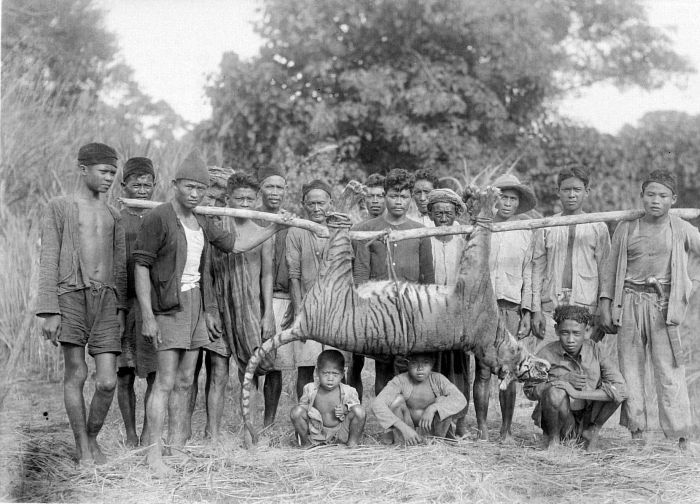
Männer und Kinder mit einem erlegten Tiger im Westen Javas, 1941

Um 1900 lebten 28 Millionen Menschen auf der Insel. Die jährliche Reisproduktion reichte nicht aus, um die wachsende Bevölkerung angemessen zu versorgen, sodass innerhalb von 15 Jahren 150 % mehr Land für Reisanbau urbar gemacht wurde. 1938 waren noch 23 % der Insel mit natürlichem Wald bedeckt. 1975 betrug die Waldfläche weniger als 8 % und die Bevölkerung war auf 85 Millionen Menschen angewachsen.
In dieser von Menschen und ihren Bedürfnissen dominierten Landschaft war die Ausrottung des Java-Tigers ein Prozess, der durch das Zusammenspiel mehrerer Umstände und Ereignisse intensiviert wurde:
- Tiger und ihre Beutetiere wurden in der Zeit vielerorts vergiftet, als ihr Lebensraum zunehmend reduziert wurde;
- Natürliche Forstbestände wurden nach dem Zweiten Weltkrieg unkontrolliert zerstückelt, um Land für Anpflanzungen von Teak, Kaffee und Kautschuk urbar zu machen, die Wildtieren keinen geeigneten Lebensraum mehr boten;
- Mähnenhirsche fielen in den 1960er Jahren in vielen Schutzgebieten und Waldbeständen einer Krankheit zum Opfer;
- Während der politischen Unruhen nach 1965 zogen sich viele bewaffnete Gruppen in Schutzgebiete zurück, in denen danach keine Tiger mehr überlebten.[1]

### Bemühungen zur Wiederentdeckung

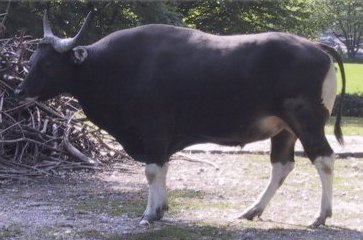
Banteng: die Bullen der javanischen Unterart Bos javanicus javanicus sind schwarz

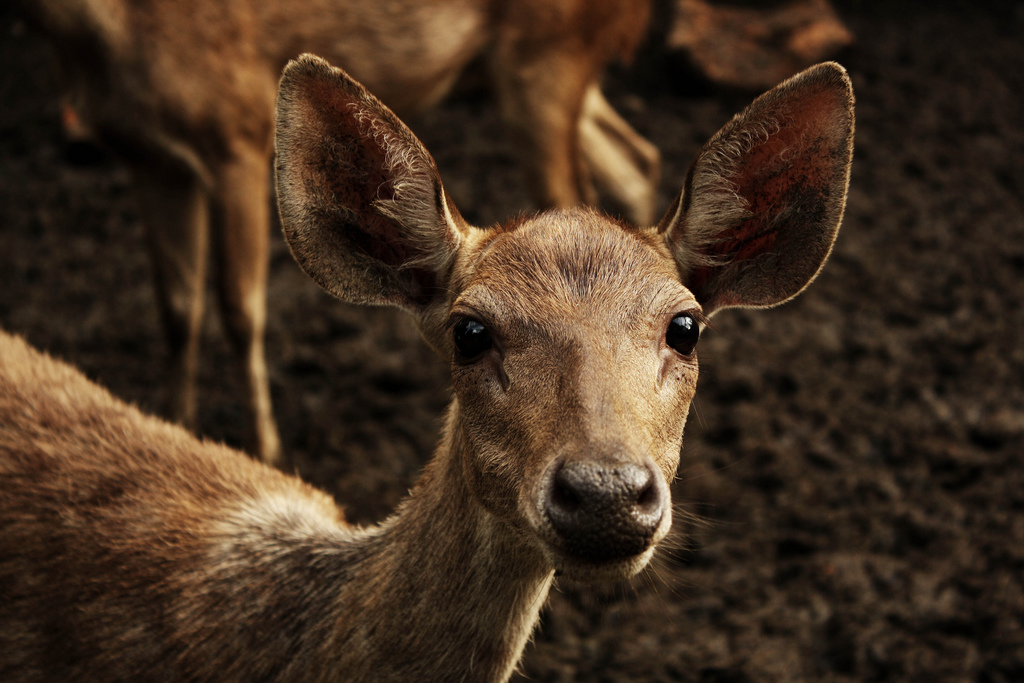
Mähnenhirsche wurden in Meru-Betiri von den Inseln vor Ujung Kulon wieder angesiedelt.

Mitte der 1960er Jahre überlebten die Tiger noch in drei Schutzgebieten, die in den 1920er-1930er Jahren in Java eingerichtet wurden: Ujung Kulon, Leuweung Sancang und Baluran. Nach den politischen Unruhen wurden dort keine Tiger mehr gesichtet.

1971 wurde ein älterer weiblicher Java-Tiger in einer Plantage nahe Gunung Betiri im Südosten Javas erschossen. Seither sind in diesem letzten bekannten Rückzugsgebiet der Katzen keine Jungtiere mehr gesichtet worden. Die Region wurde 1972 zum Meru-Betiri-Wildreservat erklärt, eine kleine Wachtruppe zum Schutz der Fauna und Flora vor Wilderern dort aufgestellt und einige Projekte zum Schutz des Biotops ins Leben gerufen. Das Schutzgebiet war jedoch durch zwei große Plantagen zertrennt, die in den größeren Flusstälern lagen und den am besten geeigneten Lebensraum für Tiger und Beutetiere besetzten. 1976 wurden im östlichen Teil des Schutzgebietes Spuren gefunden, die drei bis fünf Tigern zugeordnet werden konnten. Nur noch wenige Banteng überlebten in der Nähe der Plantagen, Spuren von Mähnenhirschen wurden jedoch nicht mehr gesichtet.
Nach 1979 wurde in Meru-Betiri keine Sichtung von Tigern mehr bestätigt. Seidensticker und Suyono empfahlen 1980, das Wildreservat auszudehnen und den zerstörenden Einfluss von Menschen auf das fragile Ökosystem völlig zu unterbinden. Die indonesische Umweltbehörde setzte diese Empfehlungen 1982 um, als sie das Reservat zum Nationalpark erklärte. Doch für die Rettung der wenigen Tiger in der Region kamen diese Maßnahmen zu spät.
Eine Gruppe von 30 Studenten der indonesischen „Landwirtschaftlichen Universität von Bogor“ (Institut Pertanian Bogor) unternahm 1987 eine Suchexpedition im Meru-Betiri Nationalpark. In fünf Gruppen durchsuchten sie das gesamte Gebiet und fanden Kot und Pfotenabdrücke von Tigern.
Im Westen Javas liegt das Halimun-Reservat, heute integriert in den Nationalpark Halimun Salak. Dort wurde 1984 ein Tiger getötet und 1989 Spuren gefunden, die ihrer Größe nach zu urteilen von einem Tiger stammten. Eine Expedition von sechs Biologen hat jedoch 1990 keine definitiven, direkten Nachweise für Tiger erbracht.
Mit Unterstützung des WWF Indonesien wurde im Herbst 1992 eine weitere Untersuchung im Meru-Betiri Nationalpark geplant, bei der zum ersten Mal Kamerafallen zum Einsatz kamen. Von März 1993 bis März 1994 wurden an 19 Stellen Kameras aufgestellt, die jedoch kein einziges Bild eines Tigers erzielten. In dieser Zeit sind auch keinerlei Spuren entdeckt worden, die auf die Anwesenheit eines Tigers deuteten. Nach Veröffentlichung des abschließenden Berichtes dieser Untersuchung wurde der Java-Tiger für ausgestorben erklärt.
Doch Gerüchte und Hinweise auf die mögliche Anwesenheit von Tigern im Meru-Betiri Nationalpark veranlassten den Leiter des Parks Bapak Indra Arinal, eine weitere Suche zu initiieren. Mit Unterstützung des Sumatran Tiger Project wurden im Herbst 1999 zwölf Mitarbeiter des Nationalparks ausgebildet, Kamerafallen aufzustellen und Beobachtungen zu kartieren. Die kanadische The Tiger Foundation stellte Infrarot-Kameras zur Verfügung. Doch der einjährige Einsatz erbrachte lediglich Fotos von wenigen Beutetieren, vielen Wilddieben, aber keine von Tigern.

### Unbestätigte Sichtungen
Obwohl diese Tigerart als ausgestorben gilt und die Bemühungen zur Wiederentdeckung scheiterten, gab es wiederholte Sichtungen in der zweiten Hälfte der 2000er Jahre. Diese Sichtungen sind in Betracht zu ziehen, da sie an verschiedenen Orten und von verschiedenen Personen berichtet wurden. Wissenschaftlich ist festzuhalten, dass diese Sichtungen nicht die Existenz des Java-Tigers bestätigen.
Im November 2008 wurde der Leichnam einer Bergwanderin gefunden, die nach Angaben der ansässigen Dorfbewohner einer Tigerattacke zum Opfer gefallen ist. Gleichzeitig wurden von den Dorfbewohnern Sichtungen gemeldet. Dieses Vorkommnis fand in der Nähe des Mount Merbabu statt. Eine weitere Sichtung bezieht sich auf das Gebiet um Magetan im Januar 2009. Nachdem Gerüchte laut geworden waren, dass ein weiblicher Tiger mit zwei Jungen gesichtet wurde, kam es zu einer Panik unter der Landbevölkerung, über die in den Medien (u. a. Jawa Pos) berichtet wurde.
Das letzte Vorkommnis, das auch international den Weg in die Presse fand und so für Aufsehen sorgte, fand im November 2010 nach dem Ausbruch des Vulkans Merapi statt. Es wurden mehrere Tatzenabdrücke in der Vulkanasche vorgefunden, die für die von Tigern gehalten wurden. Ein Nachweis, ob es sich wirklich um Tigerspuren oder die von besonders großen Leoparden handelt, wurde nie erbracht.

### Möglicher Nachweis eines lebenden Tigers im Jahr 2019
2019 soll in einem Waldgebiet im Westen Javas ein Tiger von fünf Zeugen gesichtet worden sein. Die kurz darauf erfolgte wissenschaftliche Untersuchung an der betreffenden Stelle stellte charakteristische Fußspuren fest und sicherte ein einzelnes Haar. Das Haar wurde 2022 durch eine DNA-Analyse (Vergleich mit einem Tigerfell aus Museumsbestand) eindeutig einem Java-Tiger zugeordnet. Weitere gezielte Suchaktionen in der Region wurden unmittelbar geplant.

## Etymologie
Der zoologische Fachterminus Panthera tigris sondaica geht auf den Wortstamm Sunda zurück. Sunda bezeichnet die ehemalige Landmasse, die die heutigen Sundainseln umfasst, also vor allem Java, Sumatra, Sulawesi und  Borneo, dessen indonesischer Teil Kalimantan heißt.